# 湟河郡
湟河郡，中国古代的郡。
东汉时，为西平郡南界，十六国前凉置湟河郡，治所在今青海省化隆回族自治县西，辖境相当今青海省化隆回族自治县一带，属凉州。南凉太初二年（398年），禿髮烏孤败梁饥于西平，湟河太守张稠以郡降。太初三年（399年），禿髮烏孤派其叔父禿髮素渥镇守湟河郡。西秦永康四年（415年），左南公禿髮傉檀攻克北凉湟河郡。
刘宋元嘉三年（426年，胡夏承光二年），胡夏国主赫連昌遣将伐西秦，攻其沙州刺史出连虔于湟河，不克。北魏时亦为湟河郡，另说北魏置洮河郡。属鄯州。不久被吐谷浑占领。北周逐吐谷浑，得其地，改置浇河郡，兼置廓州。